# Thomas von Kummant
Thomas von Kummant est un dessinateur de bande dessinée allemand né le 1er mars 1972.

## Biographie
Thomas von Kummant a étudié à l’École de maîtrise allemande pour la mode à Munich (Deutsche Meisterschule für Mode) et est membre depuis 1999 de l’atelier d’illustrateurs munichois l’Artillerie.

## Publications
Albums parus en France
- La Chronique des Immortels, scénario de Benjamin Von Eckartsberg, Paquet

1. Au bord du gouffre 1, 2005
2. Au bord du gouffre 2, 2010
3. Au bord du gouffre 3, 2011
4. Le Vampyre - Première partie, 2014
5. Le Vampyre - Deuxième partie, 2014
6. Le Coup de grâce, 2015

- Gung Ho, scénario de Benjamin Von Eckartsberg, Paquet

1. Brebis galeuses, 2013
2. Court-circuit, 2015
3. Sexy Beast, 2017
4. Colère, 2019
5. Mort blanche, 2021

## Récompense
2015 : prix Diagonale de la meilleure série, avec Benjamin Von Eckartsberg, pour Gung Ho.